# 贾森·惠特利
贾森·惠特利（英語：Jason Whateley，1990年11月18日—），澳大利亚男子拳击运动员。他曾代表澳大利亚参加2018年英联邦运动会拳击比赛，获得一枚银牌。他也曾参加2016年夏季奥林匹克运动会。